# Already Dead
«Already Dead» (en español, «Ya Muerto») es una canción del rapero estadounidense Juice Wrld. Fue lanzado a través de Grade A Productions a través de una licencia exclusiva a Interscope Records el 12 de noviembre de 2021. Fue escrito por Juice Wrld, así como por los productores de la canción, Nick Mira y Sidepce. Es el sencillo principal de su cuarto álbum de estudio Fighting Demons.

## Antecedentes
El 1 de marzo de 2018, Juice Wrld tuiteó "He estado muerto durante años", que fue la primera referencia a la canción. Tres años después, el 26 de octubre de 2021, el gerente de Juice Wrld, Lil Bibby, tuiteó que la canción se lanzaría el 12 de noviembre de 2021.

## Composición
En la pista, Juice Wrld habla sobre cómo superar las luchas de salud mental, sobre una melodía de piano en clave menor. La canción fue producida por Nick Mira y Sidepce, productores que han trabajado con Juice varias veces en el pasado.

## Posicionamiento en lista
| Lista (2021)                              | Posiciones |
| ----------------------------------------- | ---------- |
| Alemania (Offizielle Deutsche Charts)     | 21         |
| Australia (ARIA)                          | 29         |
| Austria (Ö3 Austria Top 40)               | 24         |
| Canadá (Canadian Hot 100)                 | 14         |
| Denmark (Tracklisten)                     | 37         |
| Eslovaquia (Singles Digitál Top 100)      | 37         |
| Global 200 (Billboard)                    | 17         |
| Estados Unidos (Billboard Hot 100)        | 20         |
| Estados Unidos (Hot R&B/Hip-Hop Songs)    | 6          |
| Grecia (IFPI)                             | 49         |
| Irlanda (IRMA)                            | 23         |
| Lithuania (AGATA)                         | 38         |
| Países Bajos (Mega Single Top 100)        | 46         |
| Nueva Zelanda (Recorded Music NZ)         | 30         |
| Noruega (VG-lista)                        | 38         |
| Reino Unido (UK Singles Chart)            | 25         |
| Reino Unido (UK R&B Chart)                | 5          |
| República Checa (Singles Digitál Top 100) | 50         |
| Sudáfrica (RISA)                          | 34         |
| Suecia (Sverigetopplistan)                | 44         |
| Suiza (Schweizer Hitparade)               | 26         |